# Ursula Diestel
Ursula Diestel (* 15. Juli 1920 in Berlin; † 18. Februar 2015 ebenda) war eine deutsche Schauspielerin.

## Leben
Diestel nahm privaten Schauspielunterricht bei Leopold von Ledebur und gab ihr Debüt 1942 am Preußischen Staatstheater in Der Biberpelz. Während des Krieges wurde sie vorwiegend bei der Truppenbetreuung eingesetzt. Unmittelbar nach Kriegsende trat sie am Theater am Schiffbauerdamm auf und wechselte 1946 an die Staatlichen Schauspielbühnen Berlin.
Von da an gehörte Ursula Diestel zu den Ensembles am Schillertheater und am Schlossparktheater. Sie war Selma Knobbe in Die Ratten, Plörösenmieze in Der Hauptmann von Köpenick und Herzogin von Olivares in Don Carlos. Gastspiele führten sie unter anderem zu den Salzburger Festspielen, wo sie 1964 in Das Pferd von Julius Hay auftrat.
Ihre Karriere vor der Kamera begann 1949 in dem DEFA-Film Die Buntkarierten. Seit 1958 war sie eine häufig besetzte Darstellerin in Fernsehproduktionen. In der Serie Wie gut, daß es Maria gibt mit Thekla Carola Wied hatte sie 1990 bis 1991 27 Folgen die Dauerrolle der Eva Hagenkötter inne. Ursula Diestel arbeitete auch für den Hörfunk und in der Synchronisation. In den fünfziger und sechziger Jahren lieh sie unter anderem Simone Signoret ihre Stimme. Sie war mit dem Schauspieler Clemens Hasse verheiratet. Im Hörspiel „Bibi Blocksberg – Auf der Märcheninsel“ sprach sie die Stiefmutter.
Diestel verstarb im Februar 2015 im Alter von 94 Jahren.

## Filmografie
- 1947: Kein Platz für Liebe
- 1949: Die Buntkarierten
- 1958: Madeleine und der Legionär
- 1958: Das Mädchen Rosemarie
- 1959: Napoleon in New Orleans
- 1960: Heldinnen
- 1960: Der letzte Zeuge
- 1962: Das Leben beginnt um acht
- 1963: Schule der Geläufigkeit
- 1963: Meine Frau Susanne (Fernsehserie, Folge Das Ehe-ABC)
- 1964: Das Pferd
- 1969: Die Brücke von Remagen
- 1968: Berliner Antigone
- 1969: Ida Rogalski (Fernsehserie, Folge Dieter)
- 1970: Bambule
- 1970: Drei Tage bis Allerseelen
- 1970: Wie man seinen Gatten los wird
- 1972: Hofball bei Zille
- 1973: Drüben bei Lehmanns (Fernsehserie, Folge Entlassen)
- 1973: Lokaltermin (Fernsehserie, Folge Der Punkt auf dem i)
- 1974: Sonderdezernat K1 (Fernsehserie, Folge Friedhofsballade)
- 1975: Familienglück
- 1976: Verdunkelung
- 1976: Hans im Glück
- 1976: Direktion City (Fernsehserie, Folge Name: ohne)
- 1977: Preußenkorso 45-48
- 1978: Die beiden Freundinnen
- 1980: Mein Gott, Willi!
- 1983: Geschichten aus der Heimat (Fernsehserie, Folge Das Silvesterbaby)
- 1983: Das Gesicht an der Wand
- 1984: Heute und damals
- 1986: Alles was Recht ist (Fernsehserie, Folge Musik liegt in der Luft)
- 1987: Lang soll er leben
- 1988: Die Wicherts von nebenan (Fernsehserie, 3 Folgen)
- 1989: Die Senkrechtstarter
- 1989: Mrs. Harris fährt nach Monte Carlo
- 1991: Der Hausgeist (Fernsehserie, Folge Geisterstunde)
- 1991: Mrs. Harris und der Heiratsschwindler
- 1990–1991: Wie gut, daß es Maria gibt (Fernsehserie, 26 Folgen)
- 1994: Ihre Exzellenz, die Botschafterin (Fernsehserie, 4 Folgen)
- 1995: Unser Lehrer Doktor Specht (Fernsehserie, 5 Folgen)
- 1996: Ein Mord auf dem Konto
- 1998: Am liebsten Marlene (Fernsehserie, Folge Seitensprünge)

## Theater
- 1946: Gerhart Hauptmann: Die Ratten (Selma Knobbe) – Regie: Willi Schmidt (Schlosspark Theater Berlin)
- 1948: Julius Hay. Haben (Szofi) – Regie: Falk Harnack (Deutsches Theater Berlin)
- 1948: Franz Grillparzer: Weh dem, der lügt (Edrita) – Regie: Hugo Schrader (Theater der Jugend)
- 1948: Carl Zuckmayer: Des Teufels General (Lyra Schöppke) – Regie: Boleslaw Barlog (Schlosspark Theater Berlin)
- 1948: John Cecil Holm, George Abbott: Drei Mann auf einem Pferd (Reporterin) – Regie: Boleslaw Barlog (Schlosspark Theater Berlin)
- 1950: Noël Coward: Geisterkomödie (Dienstmädchen) – Regie: Boleslaw Barlog (Schlosspark Theater Berlin)
- 1951: Jean Anouilh: Colombe oder Das Glück der Liebe – Regie: Helmut Käutner (Schlosspark Theater Berlin)
- 1952: Federico García Lorca: Bernarda Albas Haus – Regie: Karl-Heinz Stroux (Schlosspark Theater Berlin)
- 1954: Carl Zuckmayer: Der Hauptmann von Köpenick – Regie: Boleslaw Barlog (Schiller Theater Berlin)
- 1955: Christian Dietrich Grabbe: Scherz, Satire, Ironie und tiefere Bedeutung – Regie: Heinrich Koch (Schlosspark Theater Berlin)
- 1956: Jean Anouilh: Ornifle oder der erzürnte Himmel (Haushälterin) – Regie: Rudolf Steinboeck (Schlosspark Theater Berlin)
- 1956: Carl Zuckmayer: Das kalte Licht (Kellnerin) – Regie: Boleslaw Barlog (Schiller Theater Berlin)
- 1957: Jean Anouilh: Der Walzer des Toreros – Regie: Paul Hoffmann (Schlosspark Theater Berlin)
- 1957: Hans Henny Jahnn: Thomas Chatterton (Frau Angel) – Regie: Willi Schmidt (Schlosspark Theater Berlin)
- 1958: Jean Giraudoux: Der Apollo von Bellac – Regie: ? (Schiller Theater Berlin)
- 1958: Félicien Marceau: Das Ei – Regie: Willi Schmidt (Schlosspark Theater Berlin)
- 1959: Edmond Rostand: Cyrano de Bergerac – Regie: Werner Düggelin (Schiller Theater Berlin)
- 1962: George Bernard Shaw: Affairen – Regie: Peter Mosbacher (Renaissance-Theater Berlin)
- 1966: Johann Wolfgang von Goethe: Faust. Der Tragödie zweiter Teil – Regie: Ernst Schröder (Schiller Theater Berlin)
- 1968: John Vanbrugh: Der Rückfall – Regie: Rolf Henniger (Schlosspark Theater Berlin)
- 1968: Ödön von Horváth: Don Juan kommt aus dem Krieg – Regie: Helge Thoma (Schlosspark Theater Berlin)
- 1972: Frank Wedekind: Musik – Regie: Dieter Dorn (Schlosspark Theater Berlin)
- 1973: Heiner Müller: Horatier – Regie: Hans Lietzau (Schiller Theater Berlin – Werkstatt)
- 1975: Friedrich Schiller: Don Carlos – Regie: Hans Lietzau (Schiller Theater Berlin)
- 1980: Seán O’Casey: Der Schatten eines Rebellen – Regie: Nikolaus Haenel (Schlosspark Theater Berlin)
- 1981: Georg Kaiser: David und Goliath – Regie: Friedrich Beyer (Schlosspark Theater Berlin)
- 1985: Gerlind Reinshagen: Himmel und Erde – Regie: Gert-Hagen Hallant (Schlosspark Theater Berlin)

## Hörspiele
- 1948: Hermann Turowski: Singe, Säge, singe – Regie: Hanns Farenburg (Berliner Rundfunk)
- 1985: Bibi Blocksberg: Bibi auf der Märcheninsel (Folge 31) – Regie: Ulli Herzog